# Azay-le-Rideau
Azay-le-Rideau je francouzská obec v departementu Indre-et-Loire v regionu Centre-Val de Loire. V roce 2011 zde žilo 3 452 obyvatel. Je centrem kantonu Azay-le-Rideau.
Obcí protéká řeka Indre. Hlavním odvětvím ekonomiky je pěstování jablek a révy vinné, místní bílá a růžová vína mají označení původu zboží Touraine-Azay-le-Rideau. Významnými památkami jsou renesanční zámek Azay-le-Rideau a středověký kostel zasvěcený svatému Symphorienovi. Nachází se zde muzeum zemědělské techniky Musée Maurice-Dufresne.
Honoré de Balzac zasadil do Azay-le-Rideau děj svého románu Lilie v údolí. Narodila se zde herečka Catherine Jourdan.

## Vývoj počtu obyvatel
Počet obyvatel 